# Batalla de los Castillejos
La batalla de los Castillejos se libró el 1 de enero de 1860 y tuvo lugar en los altos y en el valle de los Castillejos, situado a unos 4–5 kilómetros al sur de Ceuta. 
Formó parte de la guerra de África, que enfrentó a España con Marruecos, durante el reinado de Isabel II y el gobierno de Leopoldo O'Donnell. Las tropas españolas lograron desalojar de sus posiciones al enemigo, que se batió en retirada.

## Antecedentes
El gobierno del general O'Donnell, se sentía presionado por una complicada situación política en el país, consecuencia, entre otras razones, del riesgo que se repitiera alguna intentona republicana contra Isabel II, como la del verano de 1858, o algún nuevo movimiento del partido carlista.
Durante las últimas dos décadas, las plazas españolas en el norte de Marruecos, particularmente las de Ceuta y Melilla, venían siendo acosadas por los rifeños, que estaban en rebeldía tanto contra España, como contra el sultán.
En agosto de 1859 un destacamento del ejército español, que daba protección a las obras de reparación del fortín de Santa Clara, fue atacado por los rifeños de Anyera, que acabaron con parte de las obras de fortificación y arrancaron y ultrajaron el escudo de España. Enterado el general O'Donnell, exigió al sultán, Muley Abd al-Rahman, una reparación así como un castigo a los causantes de la afrenta. Poco después falleció Abd al-Rahman y su hijo y sucesor, Muhammad ibn Abd al-Rahman, nunca cumplió con el requerimiento de O'Donnell.
Utilizando este incidente, O'Donnell tomó la decisión de emprender un conflicto armado contra Marruecos, con el objetivo militar de incrementar el área de dominio de Ceuta, controlar Tetuán y Tánger, y su vía de comunicación por tierra, a través del Fondak de Aïn Yeddida, pero también para mover a la opinión pública a su favor, distraerla de los problemas internos y unirla contra la amenaza exterior, que suponían las cada vez más frecuentes agresiones de los marroquíes.
El primer paso fue asegurarse el acuerdo de Francia y de Gran Bretaña, potencias con intereses en la zona. El gobierno británico, exigió el compromiso de que España no permanecería en Tetuán ni en Tánger, ya que temían que esta maniobra encubriese un intento de ocupación permanente de esta última plaza, además exigió el compromiso que España no se establecería en ningún punto del Estrecho. Tras ello, el 22 de octubre obtuvo también la aprobación del Congreso de los Diputados, para declarar la guerra a Marruecos.
La reacción del pueblo fue de un entusiasmo delirante y la mayoría de los partidos políticos respaldaron la iniciativa de O'Donnell. En las semanas siguientes, se abrieron centros de recogida de pertrechos, donados por las gentes y de reclutamiento de voluntarios, particularmente, en el País Vasco y Navarra, donde se inscribieron numerosos carlistas, así como en Cataluña, donde el presidente de la Diputación de Barcelona, Víctor Balaguer, se encargó de organizar un tercio de voluntarios, que se pondría directamente al mando del general Prim.
El ejército movilizado para esta actuación constó de aproximadamente treinta y cinco mil hombres, la artillería contó con unas setenta piezas de reciente fabricación y la flota de apoyo con diecisiete barcos a vapor, de los cuales seis eran impulsados por hélice y once por ruedas, cuatro de vela y veinte lanchas cañoneras.
Las tropas de tierra se dividieron en tres cuerpos de ejército que estuvieron al mando de los generales Echagüe, Zavala y Ros de Olano, respectivamente. Además se movilizó una división de caballería a las órdenes del general Alcalá Galiano y el cuerpo de reserva con el general Prim a la cabeza. Las fuerzas navales estuvieron al mando del almirante Díaz Herrero.
Previamente a la llegada del grueso del ejército a Ceuta, para mejorar las defensas de la plaza y desplazar a las tropas moras de esas posiciones, el 12 de diciembre de 1859, el general Echagüe había tomado la fortificación del Serrallo y el 17, Zavala había conquistado los altos de la Sierra de los Bullones.
El resto de las tropas se reunió en Algeciras y en Málaga y desembarcó en Ceuta, concentrándose en esta plaza el 21 de diciembre, momento en que se puso al mando de las tropas el propio O'Donnell, que además de Presidente del Gobierno, era ministro de la Guerra.

## Desarrollo de la batalla
Al amanecer del 1 de enero de 1860, las tropas, a excepción del Primer Cuerpo, que permaneció en Ceuta, con el fin de proteger la ciudad, emprendieron la marcha hacia Tetuán, siguiendo el camino de ese mismo nombre, un itinerario norte-sur, paralelo a la playa de Tarajar.
En vanguardia marcha el general Prim, al mando de la División de Reserva, seguido de O'Donnell, con su Estado Mayor y el Cuartel General, en retaguardia marcha el Segundo Cuerpo. El Tercer Cuerpo, al mando de Ros de Olano, se atrincheró en zonas altas del valle.
Frente a la playa se encuentra posicionada parte de la escuadra, con el fin de facilitar el avance de las tropas de tierra, conteniendo al enemigo mediante fuego de artillería y también desembarcando, directamente en la playa, tropas de marinería y de Infantería de Marina, que se encargarán de evacuar y trasladar a bordo a los heridos y de dar apoyo, en caso necesario, a las tropas de tierra.
Las fuerzas moras tenían por objetivo impedir el avance de las tropas españolas en su camino hacia Tetuán y para ello, estaban posicionadas, en su mayoría, en los altos del valle.
Las primeras actuaciones estuvieron a cargo de la División de Reserva, al mando de Prim, en la que se encontraban el Regimiento del Príncipe, los batallones de Luchana, de Cuenca y de Cazadores de Vergara, dos escuadrones de húsares y dos baterías de artillería. Apoyados por la artillería de la marina, consiguieron sin grandes dificultades desalojar al enemigo de sus posiciones, al que obligaron a huir hacia el valle, refugiándose en la Casa del Morabito y en los bosques próximos.
Tras ello y con el apoyo de la artillería de montaña del Tercer Cuerpo, las tropas de caballería de Prim descendieron al valle y, junto a la infantería de marina, que había desembarcado y estaba al mando del capitán de fragata Lobo.
Tras esta acción se llegó a un corto período de calma durante el cual Prim reorganizó sus tropas. Otro tanto hizo el enemigo, al que se le unieron un gran número de otras nuevas, de caballería y de infantería.
Las tropas marroquíes tenían por objetivo recuperar a toda costa sus posiciones iniciales perdidas, por lo que se lanzaron a una serie de furiosos ataques contra las de Prim, dando lugar a enconados combates, que requirieron el apoyo del Regimiento de Córdoba y los batallones de Arapiles, León, Saboya y Simancas, del Segundo Cuerpo, al mando de Zavala y finalmente del propio O'Donnell con los batallones de Chiclana y Navarra.
Finalmente, llegado el atardecer, las tropas españolas habían conseguido prácticamente todos sus objetivos, desalojando de sus posiciones al enemigo, que se batió en retirada, dejando expedito el camino a O'Donnell y sus tropas, en su camino hacia Tetuán.
De todos los efectivos humanos del ejército español, movilizados desde la península, en esta batalla participaron menos de diez mil hombres, frente a más del doble de efectivos marroquíes, cuyas bajas fueron superiores a dos mil. Por la parte española, las bajas fueron de alrededor de unos cien muertos y quinientos heridos.

## Reconocimientos
Por los méritos contraídos en esta batalla, al general Prim, que ya era conde de Reus, se le otorgó el título de Marqués de los Castillejos con Grandeza de España.
El barrio de Castillejos, inicialmente perteneciente al municipio de Chamartín de la Rosa y, desde 1948, al distrito de Tetuán del de Madrid, debió su nombre a este hecho histórico. Desde 1929 existe también Barcelona la calle de los Castillejos, en recuerdo de la batalla en la que España obtuvo esta victoria. 
Durante el desarrollo de las operaciones, le fue concedida la Cruz de San Fernando de 1ª Clase Sencilla, por su valor en la batalla, al cabo de cornetas del Arma de Ingenieros, Gregorio Anaya, destinado en el entonces único regimiento de ingenieros, el Regimiento Zapadores-Minadores.